# Anfall (målning)
Anfall (Finska: Hyökkäys) är en målning av den finländske konstnären Edvard Isto. Den är ett av de mest kända finska konstverken.
Målningen föreställer Rysslands dubbelörn som anfaller Finlands mö och försöker stjäla hennes lagbok. Målningen fullbordades 1899, samma år som tsar Nikolaj II av Ryssland proklamerade Februarimanifestet. Målningens namn föreslogs av Emmi Ajo, hustru till Istos gode vän Benjamin Ajo. Anfall spreds i tryck över hela Finland. Isto lät göra tusentals reproduktioner av målningen, både i Finland och Tyskland.
Modell för mön var Emma Kyöstäjä, som liksom Isto var från Nedertorneå. Hösten 1899 ställdes målningen ut i hemlighet i ett sommarhus i Brunnsparken i Helsingfors. Tryckeriet Tilgmann gjorde åtminstone hundra tryckningar av målningen. Efter att gendarmeriet fick vetskap om målningen flydde Isto via Sverige till Tyskland med målningen och tryckningarna. I Berlin lät tryckeriet Meissenbach & Rippart trycka upp tiotusen rotogravyrfotografiska reproduktioner i storleken 48 × 37.5 cm (fotografier 30 × 21.5 cm). Åtminstone sex upplagor av vykort gjordes också av målningen, en med text på ryska. Alex Federley gjorde en vykortsversion av målningen där dubbelörnen har gett upp och lämnat Finlands mö ensam med lagboken..
1900 tog Isto målningen till Nedertorneås prästgård, till dess att den på nytt förts i säkerhet till Sverige. Ett par år senare försökte Isto göra sig av med målningen på ett lotteri, men kvinnan från Helsingfors som vann målningen vågade inte ta emot den. Isto köpte tillbaka målningen av henne och sålde den till en svensk affärsman från Luleå, som senare skänkte den till kommunalrådet Niilo Helander i Heinola. Hans änka donerade målningen till Museiverket.